# Lampetra lamottenii
Lampetra lamottenii är en ryggsträngsdjursart som först beskrevs av Charles Alexandre Lesueur 1827.  Lampetra lamottenii ingår i släktet Lampetra och familjen nejonögon. Inga underarter finns listade i Catalogue of Life.